# Německá demokratická republika na Zimních olympijských hrách 1980
Německá demokratická republika na Zimních olympijských hrách 1980 reprezentovala výprava 53 sportovců (36 mužů a 17 žen) v 8 sportech.

## Medailisté
| Medaile | Jméno                                                                    | Sport              | Disciplína              |
| ------- | ------------------------------------------------------------------------ | ------------------ | ----------------------- |
| Zlato   | Frank Ullrich                                                            | Biatlon            | Muži 10 km sprint       |
| Zlato   | Meinhard Nehmer Bernhard Germeshausen Bogdan Musiol Hans-Jürgen Gerhardt | Boby               | Čtyřbob                 |
| Zlato   | Barbara Petzoldová                                                       | Běh na lyžích      | Ženy 10 km              |
| Zlato   | Marlies Rostock Carola Anding Veronika Hesse-Schmidt Barbara Petzoldová  | Běh na lyžích      | Ženy štafeta 4 x 5 km   |
| Zlato   | Anett Pötzschová                                                         | Krasobruslení      | Ženy jednotlivci        |
| Zlato   | Bernhard Glass                                                           | Saně               | Muži jednotlivci        |
| Zlato   | Hans Rinn Norbert Hahn                                                   | Saně               | Muži dvojice            |
| Zlato   | Ulrich Wehling                                                           | Severská kombinace | Muži jednotlivci        |
| Zlato   | Karin Enkeová                                                            | Rychlobruslení     | Ženy 500 m              |
| Stříbro | Frank Ullrich                                                            | Biatlon            | Muži 20 km              |
| Stříbro | Mathias Jung Klaus Siebert Frank Ullrich Eberhard Rösch                  | Biatlon            | Muži štafeta 4 x 7.5 km |
| Stříbro | Bernhard Germeshausen Hans-Jürgen Gerhardt                               | Boby               | Dvojbob                 |
| Stříbro | Jan Hoffmann                                                             | Krasobruslení      | Muži jednotlivci        |
| Stříbro | Melitta Sollman                                                          | Saně               | Ženy jednotlivci        |
| Stříbro | Manfred Deckert                                                          | Skoky na lyžích    | Muži střední můstek     |
| Stříbro | Sabine Beckerová                                                         | Rychlobruslení     | Ženy 3 000 m            |
| Bronz   | Eberhard Rösch                                                           | Biatlon            | Muži 20 km              |
| Bronz   | Meinhard Nehmer Bogdan Musiol                                            | Boby               | Dvojbob                 |
| Bronz   | Horst Schönau Roland Wetzig Detlef Richter Andreas Kirchner              | Boby               | Čtyřbob                 |
| Bronz   | Manuela Mager Uwe Bewersdorff                                            | Krasobruslení      | Sportovní dvojice       |
| Bronz   | Konrad Winkler                                                           | Severská kombinace | Muži jednotlivci        |
| Bronz   | Sylvia Albrechtová                                                       | Rychlobruslení     | Ženy 1 000 m            |
| Bronz   | Sabine Beckerová                                                         | Rychlobruslení     | Ženy 1 500 m            |